# Calliptamuloides minimus
Calliptamuloides minimus är en insektsart som beskrevs av Vitaly Michailovitsh Dirsh 1956. Calliptamuloides minimus ingår i släktet Calliptamuloides och familjen gräshoppor. Inga underarter finns listade i Catalogue of Life.